# Hermann Cuno
Hermann Cuno (ur. 16 stycznia 1831 w Nowogardzie, zm. 24 lipca 1896 w Pfaffendorf, obecnej dzielnicy Koblencji) – niemiecki architekt, pruski mistrz budowlany (Baumeister), projektant i budowniczy dworców kolejowych i obiektów sakralnych.

## Życiorys
Cuno był synem pastora Theodora Friedricha Cuno (ur. 1788, zm. 12 sierpnia 1856). Związki rodzinne Hermanna z architektami Carlem Cuno (1828-1909) i Hellmuthem Cuno (1867-1951) nie zostały jak dotąd udowodnione.

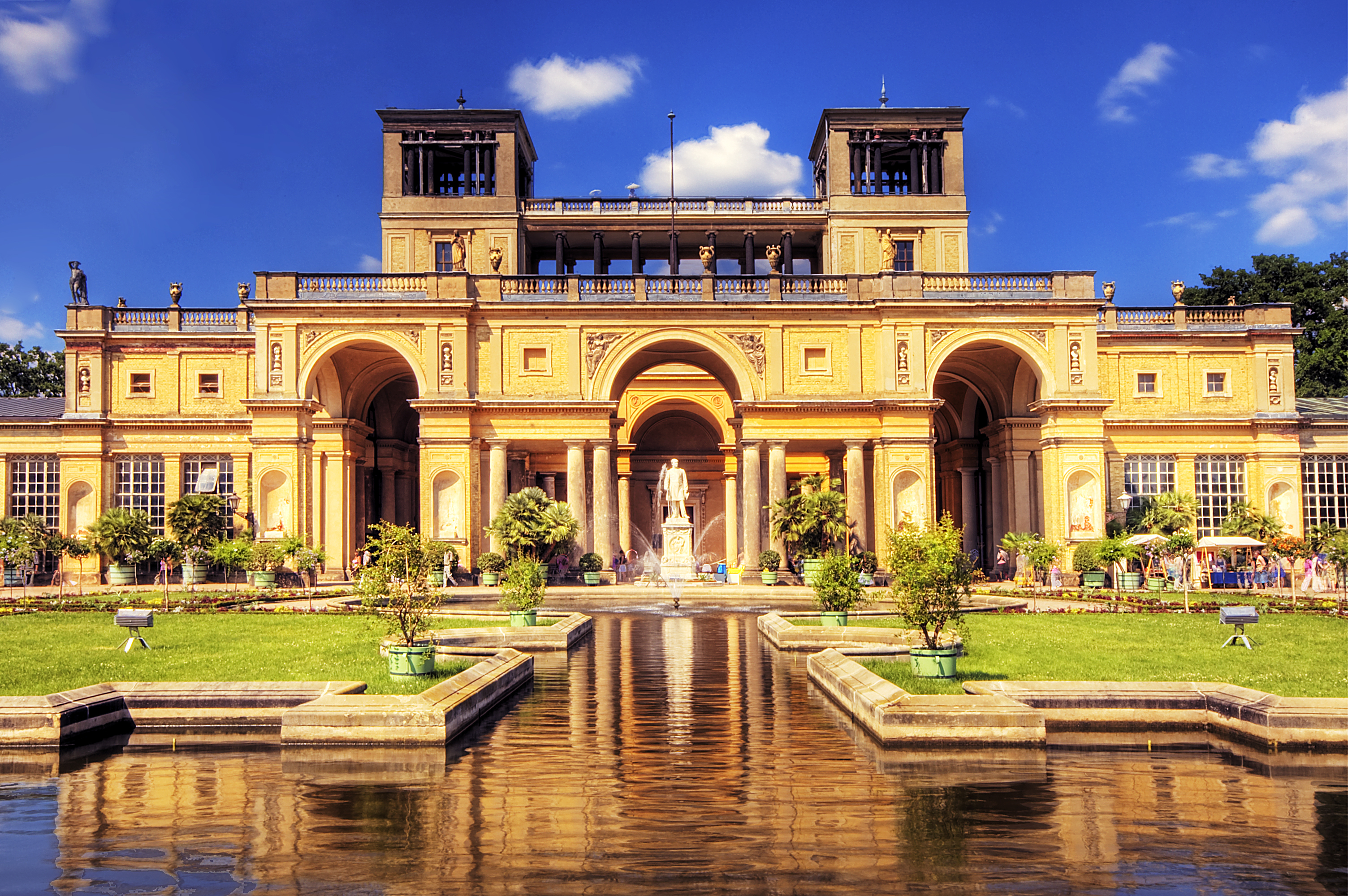
Nowa Oranżeria w Poczdamie

Po ukończeniu Collegium Groeningianum w Stargardzie, w latach 1843-1853 studiował na berlińskiej Akademii Budowlanej (Berliner Bauakademie von Karl Friedrich Schinkel). Od początku kariery był związany z kolejnictwem – bezpośrednio po studiach podjął pracę w pruskiej Dyrekcji Kolei (KED) w Elberfeld jako projektant budowli kolejowych. Od 1858 r. współpracował z nadwornym architektem rodu Hohenzollernów, Ludwigiem Ferdinandem Hessem, m.in. przy budowie Nowej Oranżerii w Pałacu Sanssouci. Następnie, po uzyskaniu w 1860 roku tytułu mistrza budowlanego, przez trzy kolejne lata pracował w Królewskiej Dyrekcji Pruskiej Kolei Wschodniej w Bydgoszczy.

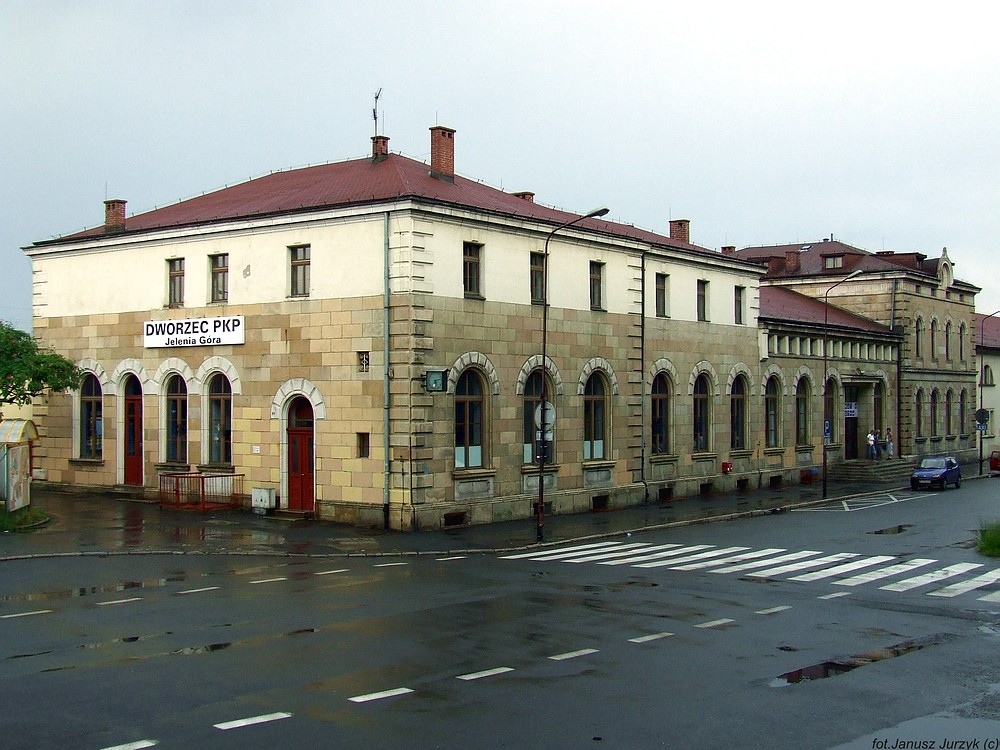
Dworzec kolejowy Jelenia Góra

Na dwa lata, od 1865 do 1866 roku, Hermann Cuno został oddelegowany do budowy pierwszego odcinka Śląskiej Kolei Górskiej – magistrali kolejowej ze Zgorzelca i Węglińca w kierunku Jeleniej Góry, Wałbrzycha, Kłodzka i Międzylesia. Trasa miała znaczenie strategiczne dla ówczesnych Prus: łączyła Berlin i Drezno z Austro-Węgrami i południem Europy. Cuno, jako projektant podobnych stylistycznie dworców zlokalizowanych wzdłuż pierwszego odcinka trasy (Zgorzelec i Węgliniec – Lubań – Wałbrzych), w tym monumentalnych obiektów w Węglińcu, Lubaniu, Jeleniej Górze i Wałbrzychu, zapisał się w historii razem z Karlem Malbergiem jako jeden z głównych budowniczych tej linii.
W latach 1866–1870 Hermann Cuno pracował jeszcze dla Towarzystwa Kolei Berlińsko-Anhalckiej. Następnie, wstąpił do służby państwowej. Od 1870 roku pełnił funkcję powiatowego mistrza budowlanego w Ahrweiler. Awansował 4 lata później, obejmując w 1874 roku stanowisko inspektora budowlanego w Marburgu. Od 1877 r. na miejscowym uniwersytecie pełnił zastępstwo za znanego nauczyciela akademickiego Carla Schäfera. Rok później zajął jego stanowisko. Przez 11 lat, od 1879 do 1890 roku, był budowlanym radcą rządowym w Hildesheim. W 1891 roku awansował na tajnego budowlanego radcę rządowego w Koblencji, rok później zostając tajnym radcą rządowym.
Cuno, znany w Niemczech jako projektant i budowniczy dworców kolejowych i obiektów sakralnych, miał duże zasługi w działaniach na rzecz ochrony zabytków.
Zmarł na zawał serca 24 lipca 1896 roku w Koblencji.

## Literatura
- Bettelheim Anton: Biographisches Jahrbuch und deutscher Nekrolog. Band 3. 1900. (niem.). Brak numerów stron w książce
- Moderow Hans: Die evangelischen Geistlichen Pommerns von der Reformation bis zur Gegenwart. Teil I: Der Regierungsbezirk Stettin. Band 3. Stettin: 1903, s. 306. (niem.).
- Kieling Uve: Berlin – Bauten und Baumeister: Von der Gotik bis 1945. Berlin: bebra/PRO, 2003, s. 313. ISBN 978-3814800950. (niem.).
- Cuno Johannes: Nachricht von dem Geschlecht und Herkommen der Cunoen (1672-1957). Münster: Monsenstein und Vannerdat, 2012. ISBN 978-3869915548. (niem.). Brak numerów stron w książce

## Źródła
- Przemysław Dominas: Architektura Śląskiej Kolei Górskiej. Łódź: Księży Młyn, 2014, s. 15. ISBN 978-8377291481. (pol.).